# 安東尼·安德森
安东尼·安德森（Anthony Anderson，1970年8月15日—） 是美国演员和喜剧演员。他出现在许多电影和电视节目中。安德森最出名的是他在電視系列K-Ville的Marlin Boulet和NBC犯罪剧《法律与秩序》中的纽约警察局侦探Kevin Bernard，以及《黑人當道》中的主角Andre “Dre” Johnson等喜剧系列的角色。他曾在故事片中扮演重要角色，例如《Me, Myself & Irene》（2000）、《Kangaroo Jack》（2003）、《Agent Cody Banks 2: Destination London》 （2004）、《無间道風雲》（2006）、《变形金刚》（2007）和《奪命狂呼4》（2011）。
他还是美食頻道的《Iron Chef America》的常任评審，並在其他电视情景喜剧中担任更多角色，例如《All About the Andersons》、《伯尼·麥克秀》和《盾牌》。 2016年6月起担任ABC版游戏节目《To Tell the Truth》主持人。此外，他还担任过各种游戏节目的嘉宾小组成员。